# Joe Martin Stage Race
El Joe Martin Stage Race és una competició ciclista per etapes que es disputa a Fayetteville, als Estats Units. Creada el 1978 amb el nom de , es va canviar al nom actual amb la mort del seu creador. Actualment forma part de l'UCI Amèrica Tour.

## Palmarès

### Masculí - A partir de 1996
| Any  | Vencedor                | Segon                   | Tercer                  |         |
| ---- | ----------------------- | ----------------------- | ----------------------- | ------- |
| 1996 | Thurlow Rogers          |                         |                         |         |
| 1997 | Kevin Ross              |                         |                         |         |
| 1998 | Shane Thellman          |                         |                         |         |
| 1999 | John Matthews           |                         |                         |         |
| 2000 | Erin Hartwell           |                         |                         |         |
| 2001 | Steven Cate             |                         |                         |         |
| 2002 | Gustavo Carrillo        |                         |                         |         |
| 2003 | Jason McCartney         | Eric Wohlberg           | Benjamin Brooks         |         |
| 2004 | Adam Bergman            | Peter Fairbanks         | Benjamin Brooks         |         |
| 2005 | Scott Moninger          | Karl Menzies            | Benjamin Brooks         |         |
| 2006 | Gordon Fraser           | Ivan Stević             | Scott Moninger          |         |
| 2007 | Rory Sutherland         | Ivan Stević             | Chris Baldwin           |         |
| 2008 | Rory Sutherland         | Anthony Colby           | Bernard Van Ulden       |         |
| 2009 | Rory Sutherland         | Ben Jacques-Maynes      | Jeremy Vennell          |         |
| 2010 | Luis Amarán             | Ben Jacques-Maynes      | Jeremy Vennell          |         |
| 2011 | Frank Pipp              | Jeremy Vennell          | César Grajales          |         |
| 2012 | Francisco Mancebo Pérez | Shawn Milne             | César Grajales          |         |
| 2013 | Chad Haga               | Francisco Mancebo Pérez | Julian Kyer             |         |
| 2014 | Ian Crane               | Ryan Roth               | Ben Jacques-Maynes      |         |
| 2015 | John Murphy             | Gregory Brenes          | Robinson Chalapud Gómez |         |
| 2016 | Neilson Powless         | Nigel Ellsay            | Janier Acevedo Calle    |         |
| 2017 | Robin Carpenter         | Adam de Vos             | Gavin Mannion           |         |
| 2018 | Rubén Companioni Blanco | Brendan Rhim            | Lionel Mawditt          |         |
| 2019 | Stephen Bassett         | James Piccoli           | Alex Hoehn              |         |
| 2020 | suspesa                 | suspesa                 | suspesa                 | suspesa |
| 2021 | Tyler Williams          | Gage Hecht              | Óscar Sevilla Rivera    |         |
| 2022 | Jonathan Clarke         | Noah Granigan           | Tyler Stites            |         |
| 2023 | Riley Sheehan           | Tyler Stites            | Kyle Murphy             |         |